# Primož Pirnat
Primož Pirnat, slovenski gledališki igralec, 9. oktober 1975, Ljubljana.
Leta 2001 se je zaposlil v SNG Nova Gorica, leta 2009 pa je postal član ansambla Prešernovega gledališča Kranj. Od leta 2010 deluje v ansamblu Mestnega gledališča ljubljanskega. 
Leta 2016 je sodeloval pri sinhronizaciji filma Vaiana: Iskanje bajeslovnega otoka, kjer je sinhroniziral Tui. 

## Vloge

### Televizijske vloge
| Nadaljevanka/serija         | Vloga              | Program       | Leto      |
| --------------------------- | ------------------ | ------------- | --------- |
| Trdoglavci                  | Poštar             | POP TV        | 2011      |
| Moji, tvoji, najini         | Martin Simonič     | RTV Slovenija | 2012      |
| Čista desetka               | Boris Čuk          | POP TV        | 2012-2013 |
| Življenja Tomaža Kajzerja   | inšpektor Černigoj | RTV Slovenija | 2013-2014 |
| V imenu ljudstva 2          | inšpektor Verbič   | RTV Slovenija | 2022      |
| Življenja Tomaža Kajzerja 2 | inšpektor Černigoj | RTV Slovenija | 2024      |

### Filmske vloge
| Film              | Vloga   | Leto |
| ----------------- | ------- | ---- |
| Slovenka          | Zdravko | 2009 |
| Vaje v objemu     | Leon    | 2012 |
| Zapelji me        | Blaž    | 2014 |
| Nika              | Mate    | 2016 |
| Prebujanja        | Jonas   | 2017 |
| Gajin svet        | Grega   | 2018 |
| Košarkar naj bo 2 | skavt   | 2019 |
| Gajin svet 2      | Grega   | 2022 |
| Dedek gre na jug  | Marjan  | 2023 |